# Sergej Tresjtsjov
Sergej Jevgenjevitsj Tresjtsjov (Russisch: Сергей Евгеньевич Трещёв) (Krasny Koestar, 18 augustus 1958) is een Russisch voormalig ruimtevaarder. Hij ging in 2006 als astronaut met pensioen. 
Tresjtsjov's eerste ruimtevlucht was STS-111 naar het Internationaal ruimtestation ISS met de spaceshuttle Endeavour en vond plaats op 5 juni 2002. Aan boord van het ruimtestation maakte hij deel uit van de bemanning van ISS Expeditie 5. Tijdens deze missie maakte hij een ruimtewandeling van 5 uur en 21 minuten. Hij trainde tevens als back-up voor ISS Expeditie 3.